# Ligne de tramway T (SNCV Groupe d'Itegem)
La ligne T est une ancienne ligne du tramway de Malines de la Société nationale des chemins de fer vicinaux (SNCV) qui reliait Malines à Keerbergen.

## Histoire
2 août 1931 : mise en service d'un service électrique entre la gare de Malines et Rijmenam (capitaux 12 et 148) par l'électrification de la section Malines Pasbrug - Rijmenam de la ligne 276 (capital 148).
5 juin 1938 : électrification de la section Rijmenam - Keerbergen Station (capital 148).